# Blake Dietrick
Blake Julia Dietrick (Wellesley, 19 luglio 1993) è una cestista statunitense, professionista nella WNBA.